# Amt Probstei
Amt Probstei er et amt i det nordlige Tyskland, beliggende i den nordlige del af Kreis Plön. Kreis Plön ligger i den østlige/centrale del af delstaten Slesvig-Holsten. Administrationen i amtet er beliggende i kommunen Schönberg (Holsten). En del af administrationen findes i kommunen Laboe.
Amtet ligger i landskabet Probstei nordøst for den ydre del af Kieler Förde. Det udgør den vestlige del af halvøen Wagrien med kyst ud til Østersøen. Probstei er præget af landbrug og turisme.

## Kommuner i amtet
| 1. Barsbek (657) 2. Bendfeld (253) 3. Brodersdorf (440) 4. Fahren (144) 5. Fiefbergen (611) 6. Höhndorf (386) 7. Köhn (839) 8. Krokau (473) 9. Krummbek (371) 10. Laboe (5247) | 1. Lutterbek (390) 2. Passade (284) 3. Prasdorf (464) 4. Probsteierhagen (2028) 5. Schönberg (Holsten) (6594) 6. Stakendorf (446) 7. Stein (851) 8. Stoltenberg (332) 9. Wendtorf (1120) 10. Wisch (749) |

(indbyggertal 2008)